# Nordpikenische Sprache

Sprachen auf der apenninischen Halbinsel im 6. Jahrhundert v. Chr.

Nordpikenisch war eine möglicherweise indogermanische Sprache, die in der Antike an der Nordostküste der apenninischen Halbinsel gesprochen wurde.

## Bezeichnung
Der Name Nordpikenisch lehnt sich nur aufgrund der geographischen Nachbarschaft an die Bezeichnung des südlich angrenzenden Südpikenischen an, nicht aufgrund sprachlicher Kriterien.

## Überlieferung
Nordpikenisch ist aus der Antike durch eine längere Inschrift und drei Fragmente überliefert. Erstere ist die Stele von Novilara, die sich im Museo Nazionale Preistorico Etnografico „Luigi Pigorini“ in Rom befindet. Sie kam in der aus der frühen Eisenzeit stammenden Nekropole bei Novilara zum Vorschein.

## Klassifizierung
Über die genaue Zuordnung des Nordpikenischen besteht Uneinigkeit, und es ist nicht einmal klar, ob es sich um eine indogermanische Sprache handelt. John Harkness stellt es zum Sabellischen, Rossella Martini zum Griechischen. G. Herbig ordnete es 1927 dem Illyrischen zu, das aber so gut wie unbekannt ist und bei dem es noch nicht einmal klar ist, ob es sich um eine einheitliche Sprache oder um verschiedene Sprachen handelt, die in der Antike im Westbalkan gesprochen wurden.
Weit verbreitet ist aber die Ansicht, das Nordpikenische sei unübersetzbar und daher unklassifizierbar. Es gibt auch die Meinung, dass alle nordpikenischen Texte moderne Fälschungen sind.